# Beto Mansur
Paulo Roberto Gomes Mansur (São Vicente, 7 de julho de 1951) é empresário do setor de comunicações e político brasileiro, filiado ao Movimento Democrático Brasileiro (MDB).
Beto Mansur foi vereador na cidade de Santos (1989–1991), deputado federal pelo estado de São Paulo (1991-1994, 1995-1996, 2007-2010, 2011-2014 e 2015-2019) e prefeito de Santos por dois mandatos consecutivos (1997-2000 e 2001-2004).

## Família e Vida Pessoal
Filho do ex-deputado federal Paulo Jorge Mansur e de Maria Gomes Mansur. Em 1978, formou-se em engenharia eletrônica pela Universidade Mackenzie de São Paulo.[carece de fontes?]
Além de engenheiro, Mansur é empresário no setor de comunicação na baixada santista. Beto Mansur também foi locutor do programa popular "Eu Preciso de Você" o que ajudou a popularizar o seu nome.
É casado com Ylidia Mansur, ex-presidente do Fundo Social de Solidariedade de Santos, e tem dois filhos: Paulo Thiago e Marcus Vinícius.[carece de fontes?]. Seu sobrinho, Paulo Mansur, foi eleito deputado estadual em 2022

## Carreira política
Durante sua carreira política, Beto Mansur foi conhecido por raramente perder eleições, tendo sido derrotado apenas duas vezes, ambas disputando a prefeitura de Santos sendo a primeira em 1992 e a segunda em 2012.

### Vereador
Sua carreira começa em 1988 ao se filiar ao PSDB e se eleger pela primeira vez vereador em Santos, sendo o segundo mais votado. Durante seu mandato, Beto Mansur destaca-se pela oposição ao governo petista de Telma de Souza. Foi presidente da comissão da emancipação de Bertioga.

### Primeiros mandatos como deputado federal (1991-1996)
Ainda em seu primeiro mandato como vereador, Beto Mansur migra para o PDT e disputa uma vaga na Câmara dos Deputados nas eleições de 1990, sendo eleito com ampla votação na baixada santista, 69.812 votos.
Em 1993, com discordâncias com o líder do partido Leonel Brizola migra novamente de partido, para o PPR, Partido Progressista Reformador (atual PP), pelo qual consegue obter a reeleição em 1994 com 86.711 votos.
Durante esses mandatos, Beto Mansur torna-se conhecido nacionalmente ao conseguir aprovar uma emenda constitucional estendendo para oito anos o prazo de pagamento dos municípios sobre os precatórios. Além disso, ganhou destaque na imprensa sendo relator do projeto que instituiu o novo Código Brasileiro de Trânsito. Também ocupou os cargos de Coordenador da Frente Parlamentar pela Quebra do Monopólio das Telecomunicações, e de Corregedor da Câmara dos Deputados.
Outro destaque no seu primeiro mandato foi a participação no programa espacial sino-brasileiro. Com isto, o Brasil ingressou no seleto grupo de países detentores da tecnologia de geração de dados primários de sensoriamento remoto.
Participou da delegação paulista em viagem ao Japão para negociar com o governo e empresários japoneses a instalação de montadoras de veículos no Estado de São Paulo.
Nos anos de 1995 e 1996 participa pela primeira vez da mesa da Câmara dos Deputados ocupando o cargo de 2º Vice-Presidente e de Corregedor Geral.
Durante seu segundo mandato, também se destaca por apresentar diversos projetos de modernização do Porto de Santos.

### Primeiro mandato como prefeito
Em 1996, Mansur é eleito prefeito de Santos, recebendo 131.036 votos (48,9 % do total), e quebrando uma hegemonia petista na prefeitura que se mantinha desde 1989. Realizou 1.164 obras, de reurbanização, pavimentação, infraestrutura, construção e reformas, implantação da linha turística do bonde; reurbanização da orla, construção de chuveiros e quiosques, além da modernização de torres de iluminação em toda extensão da praia; drenagem, pavimentação e iluminação pública em toda cidade; instalação de iluminação residencial e pública no Caruara e Monte Cabrão, construção do Conjunto Poliesportivo Dale Coutinho; reurbanização dos canais com padronização dos pisos, novos pontilhões e automação das comportas intermediárias; na região dos Morros, construção de escadarias, muros de contenção e de arrimo, drenagem, pavimentação, abertura de ruas, pontes e construção de equipamentos públicos. Entre as obras de urbanização destaca-se a abertura da Avenida Senador Feijó, que passou a ser um dos mais importantes corredores de tráfego da cidade.

#### Programas e Projetos em Destaque
LINHA TURÍSTICA DO BONDE - Dentro do Programa de Revitalização do Centro Histórico, foi criada a Linha Turística do Bonde, inaugurada em 23 de setembro de 2000, com o percurso entre as Praças Mauá e Barão do Rio Branco. Uma característica da linha foi a contratação dos antigos condutores dos bondes de Santos, por meio do Programa Vovô Sabe Tudo, que, vestidos de época e com várias histórias para contar, se tornaram uma atração a mais no passeio, além dos próprios bondes originais totalmente restaurados. O percurso do bonde foi ampliado e hoje conta com 5 km, com saídas da Estação do Valongo, cinco bondes e um reboque circulam pelas principais ruas do Centro Histórico.

### Segundo mandato como prefeito
Em 2000, Beto concorreu a reeleição, disputando a prefeitura com a então deputada federal e ex-prefeita Telma de Souza, a qual era tida pela imprensa como a favorita, possuindo mais de 50% das intenções de votos.
Apesar desse cenário inicial negativo, Beto Mansur conseguiu estabelecer uma ampla aliança entre seu bloco político e a principal força política da cidade, o PMDB de Oswaldo Justo, além de forjar uma aliança com o PTB, garantindo assim a unificação da oposição ao PT em Santos.
Com isso, Beto Mansur pode capitalizar a sua avaliação positiva em seu primeiro mandato e isolou a candidata petista, a qual acabou sendo derrotada no segundo turno.
Essa vitória de Beto Mansur, com 52,21% dos votos válidos, acabou por causar o declínio da força política de Telma de Souza e o enfraquecimento do PT em Santos.
Sua segunda gestão foi marcada com a construção e ampliação de creches e escolas e a distribuição gratuita de material e uniforme escolares em toda rede pública. Beto Mansur também foi o responsável pela instalação da 1ª Universidade Publica da região, em Santos; pela continuidade da revitalização das obras na orla da praia, na qual construiu-se uma ciclovia em toda a sua extensão, além da ampliação do Aquário Municipal. Outras múltiplas iniciativas de reurbanização de espaços públicos para lazer e cultura, construção do Complexo Poliesportivo Eng. José Rebouças, do Centro da Juventude da Zona Noroeste, do Complexo Hospitalar da Zona Noroeste além da revitalização do centro histórico e incremento do turismo.
Em 2004, com uma boa avaliação da população, conseguiu eleger como sucessor, o seu vice-prefeito, João Paulo Papa do PMDB, o qual enfrentou situação similar a de Beto Mansur em 2000, e também sagrando-se vencedor no segundo turno.

#### Programas e Projetos em Destaque
CARNABONDE - Em 17 de fevereiro de 2001, sábado anterior ao Carnaval, foi realizado pela primeira vez, no Centro Histórico de Santos, o Carnabonde. Um desfile com características dos antigos e tradicionais corsos da cidade. O destaque é o Bonde Turístico, que se transforma em um autêntico trio elétrico, transportando a corte e uma banda carnavalesca seguida por milhares de foliões, dando início até hoje ao Carnaval da cidade.
LABORATÓRIO DE CONTROLE AMBIENTAL - Inaugurado em 15 de dezembro de 2001, foi o primeiro Laboratório Municipal de Controle Ambiental do Litoral Brasileiro. Instalado do Posto 3 de Salvamento (Av. Presidente Wilson - Gonzaga), funciona em conjunto com o Sistema Integrado de Monitoramento de Comportas.
PROGRAMA ALEGRA CENTRO - Criado em 5 de fevereiro de 2003, pela Lei Complementar 470, o projeto de revitalização e desenvolvimento da região central histórica de Santos mudou o cenário de uma área antes degradada mas de grande importância para os moradores, pois foi ali que teve início a cidade de Santos. Com o incentivo de isenções fiscais para empreendedores que se instalassem na região e recuperassem os imóveis, além de ações de infraestrutura e atrações turísticas, tais como a revitalização da Estação do Valongo, remodelação da Rua XV de Novembro e circunvizinhas, restauração do Teatro Guarany e do Teatro Coliseu, equipamentos para atender turistas, implantação da Linha Turística do Bonde, Carnabonde, Turismo Religioso entre outros.
CENTRO DE INCLUSÃO DIGITAL REDE DO FUTURO - Implantado em 12 de janeiro de 2004, o programa foi pioneiro na rede oficial de ensino do Estado de São Paulo.
CONSTRUÇÃO DO ATERRO SANITÁRIO SÍTIO DAS NEVES - A inauguração, em 7 de janeiro de 2003, encerrou  definitivamente as atividades de funcionamento do Lixão da Alemoa, uma reivindicação antiga dos santistas. O novo aterro sanitário foi instalado na Área Continental da Cidade, com tecnologia de primeiro mundo.
DECK DO PESCADOR - Inaugurado em 10 de maio de 2003, o Deck do Pescador foi planejado para atender uma antiga reivindicação dos pescadores amadores de Santos, que utilizavam as muretas da Ponta da Praia para seu lazer. Um píer com 70 m de extensão com toda infraestrutura necessária para atender os amantes da pesca e turistas, o Deck se transformou em um dos principais pontos turísticos e cartões postais da Orla da cidade.
CICLOVIA DA ORLA - Atualmente com 7.874 metros de extensão, a Ciclovia da Orla de Santos foi inaugurada oficialmente em dezembro de 2003, ligando o Canal 6 à divisa de São Vicente. O projeto percorreu um longo caminho até a viabilização da obra, mas após sua implantação a malha cicloviária da cidade não parou mais de crescer. Com um total de 30.430 metros, as vias exclusivas para bicicletas atualmente interligam toda a cidade.
PREFEITO AMIGO DA CRIANÇA - Na Gestão 2001-2004, o Prefeito Beto Mansur recebeu o Selo Prefeito Amigo da Criança, da Fundação Abrinq, concedido a gestores municipais que honraram o compromisso de dar prioridade absoluta à infância e à juventude do seu município, cumprindo todas as rigorosas metas estabelecidas pela Abrinq. Nesta ocasião, Santos mereceu destaque por obter o terceiro melhor índice do País.

### Retorno à Câmara dos Deputados (2006-2014)
A eleição de Papa em 2004 fortaleceu Beto Mansur e deu destaque estadual ao mesmo ao conseguir isolar o PT na baixada santista. Com isso, em 2006, se viu estimulado a disputar o governo de São Paulo, recebendo o apoio das principais liderança do PP. O projeto não seguiu, e Beto Mansur optou por concorrer a um novo mandato na Câmara de Deputados, sendo eleito com ampla votação.
Em 11 de novembro de 2008 é transformado em norma jurídica o projeto de lei de sua autoria que dispõe sobre o exercício da atividade e a remuneração do permissionário lotérico, fixa condições para sua atuação como correspondente bancário, e regulamenta as suas funções (PL-4280/2008) .
Em 2010 concorreu pela reeleição, obtendo 64 mil votos assumindo o mandato que cumpriu até dezembro de 2014 como deputado federal.
Em 6 de dezembro de 2012, Beto Mansur teve a oportunidade de participar de uma das sessões mais emocionantes de sua carreira, quando a Câmara fez a devolução simbólica dos mandatos dos 173 cassados pelo regime militar. Entre os deputados que enfrentaram a ditadura e tiveram suas prerrogativas usurpadas autoritariamente pelo governo à época  estava Paulo Jorge Mansur, na ocasião já falecido. Nesse dia, o deputado Beto Mansur subiu a rampa do Congresso Nacional para, em nome de seu pai, receber o diploma de deputado e o broche que identifica os membros da casa, de forma semelhante à tradicional posse que ocorre a cada quatro anos.

### 5º Mandato (2015-2019)
Foi primeiro-secretário da Câmara no biênio 2015-2016 onde teve a responsabilidade de ler a denúncia contra a então presidente Dilma Rousseff. A leitura durou cerca de 4 horas.
De 27 de abril de 2017 a janeiro de 2019 foi vice-líder do Governo na Câmara dos Deputados.
Nesta legislatura, o deputado votou a favor do impeachment da ex-presidenta Dilma Rousseff, em abril de 2016, da PEC de teto dos gastos em outubro de 2016, da reforma trabalhista, em abril de 2017, e da primeira e segunda rejeição da denúncia contra o presidente Michel Temer.
Em abril de 2018 o deputado filia-se ao MDB.
O deputado apresentou-se favorável aos aplicativos de mobilidade urbana como o UBER além de defender a reforma da previdência.
No seu 5º mandato, o deputado destinou mais de R$ 181.000.000,00 para as cidades do estado de São Paulo via emendas parlamentares. Foram favorecidas mais de 340 cidades desde a pequena Borá, com apenas 839 habitantes até a capital São Paulo. Na capital foram agraciados os Hospitais INCOR e da UNIFESP. Na região da baixada santista foram destinados R$ 38.633.000,00 para as cinco cidades sendo o deputado que mais destinou recursos para a região. Na cidade de Santos foram destinados R$ 23.510.000,00 sendo R$ 12.000.000,00 para o Hospital dos Estivadores, R$ 6.000.000,00 para a Santa Casa de Santos (a primeira Santa Casa do Brasil) e R$ 5.510.000,00 destinados ao município.
O deputado federal Beto Mansur (MDB) anunciou a liberação, pelo governo federal, de R$ 50 milhões para Santos. Os recursos foram destinados para as obras na entrada da cidade (R$ 38 milhões), que já se encontrava em andamento, e para mobilidade urbana nos morros (R$ 12 milhões).
Os valores originalmente iriam ser destinados para a construção de um teleférico nos morros, mas o projeto não saiu do papel em razão do agravamento da crise econômica pela qual o país passava. Para não perder os recursos, o parlamentar conseguiu junto ao governo federal que os R$ 50 milhões fossem destinados para as obras na entrada da cidade e de mobilidade nos morros.
Emendas parlamentares de aproximadamente R$ 900 mil destinadas a Marília tiveram homologação publicada no Diário Oficial da União.
Foram autorizados empenhos de R$ 400 mil para o Hospital Beneficente da Unimar (HBU), R$ 200 mil para a Santa Casa de Misericórdia de Marília, R$ 200 mil para o Hospital Espírita de Marília e R$ 100 mil para a Secretaria Municipal de Saúde.
O deputado federal Beto Mansur (MDB) foi responsável pelos repasses e também conseguiu uma camisa do uniforme do Santos Futebol Clube com assinatura de todos os jogadores do time. A indumentária foi doada para a Santa Casa, que deve organizar um leilão para levantar fundos.
Mansur foi uma das principais lideranças do Congresso Nacional e esteve na cidade mais uma vez no último dia 11 de setembro. Dias depois foi autorizada a realização de concurso para o Hospital das Clínicas de Marília, com seu apoio.
Em agosto de 2018 o deputado concorre sua 11ª campanha a reeleição na câmara dos deputados representando o MDB com o número 1500.
Em setembro de 2018 o deputado se encontra entre os 15 melhores deputados do estado de São Paulo de acordo com o levantamento feito pelo site "ranking dos políticos".
| Ano  | Eleição               | Coligação     | Partido | Candidato a      | Votos   | Resultado       |
| ---- | --------------------- | ------------- | ------- | ---------------- | ------- | --------------- |
| 1988 | Municipal de Santos   |               | PSDB    | Vereador         | 7.102   | Eleito          |
| 1990 | Estadual de São Paulo |               | PDT     | Deputado Federal | 69.812  | Eleito          |
| 1992 | Municipal de Santos   |               | PDT     | Prefeito         |         | Não Eleito      |
| 1994 | Estadual de São Paulo |               | PPB     | Deputado Federal | 86.711  | Eleito          |
| 1996 | Municipal de Santos   | sem coligação | PPB     | Prefeito         | 131.036 | Eleito 2º turno |
| 2000 | Municipal de Santos   |               | PPB     | Prefeito         | 139.788 | Eleito          |
| 2006 | Estadual de São Paulo |               | PP      | Deputado Federal | 67.477  | Eleito          |
| 2010 | Estadual de São Paulo |               | PP      | Deputado Federal | 65.397  | Eleito          |
| 2012 | Municipal de Santos   | sem coligação | PP      | Prefeito         | 8.775   | Não eleito      |
| 2014 | Estadual de São Paulo | sem coligação | PRB     | Deputado Federal | 31.301  | Eleito 1º turno |
| 2018 | Estadual de São Paulo | sem coligação | MDB     | Deputado Federal | 27.613  | Não eleito      |